# 中津川市立南小学校
中津川市立南小学校（なかつがわしりつ みなみしょうがっこう）とは、岐阜県中津川市にある公立小学校。

## 就学区域
- 中津地区の一部[1]
  - 桃山町
  - 東7区
  - 西7区
  - 8区
  - 9区
  - 19区
  - 実戸区
  - 一色区
  - 昭和区
  - 尾鳩区
  - 中村区
  - 恵下雇用促進住宅区
  - 21区[注釈 1]

## 沿革
- 1873年（明治6年）4月 - 
  - 恵那郡中津川村に興風舎が開校。中津川宿の本陣を仮校舎とする。
  - 恵那郡駒場村に興風舎の枝校として開蒙舎が開校。
  - 恵那郡手賀野村に興風舎の枝校として習興舎が開校。
- 1874年（明治7年）7月 - 興風舎が興風義校に改称する。
- 1875年（明治8年） - 開蒙舎と習興舎が廃校。駒場村と手賀野村の児童は興風義校に通学する。
- 1879年（明治12年） - 興風第二校が開校。校区は駒場村、手賀野村。
- 1886年（明治19年） - 
  - 興風義校が中津尋常高等小学校に改称する。現在地に移転。
  - 　興風第二校が駒賀野尋常小学校に改称する。
- 1890年（明治23年）7月10日 - 中津川村が町制施行。中津川町となる。
- 1897年（明治30年）
  - 4月1日 - 中津川町、駒場村、手賀野村が合併し、中津町が発足。
  - 4月 - 中津尋常小学校が川上簡易科小学校を統合する。川上分教場を設置。
- 1898年（明治31年）4月 - 中津尋常高等小学校が駒賀野尋常小学校を統合する。
- 1899年（明治32年） - 校舎を増築する。以降児童数の増加に伴い、1904年、1909年、1911年に校舎を増築する。
- 1903年（明治36年） - 実業補習学校を設置。
- 1920年（大正9年）3月11日 - 火災により校舎の一部が全焼する（翌年再建）。
- 1927年（昭和2年） - 実業補習学校が農商補習学校となる。
- 1928年（昭和3年）4月 - 中津東尋常小学校[注釈 2]を分離する。
- 1938年（昭和13年） - 西分教場を設置。
- 1941年（昭和16年）4月1日 - 中津中国民学校に改称する。西分教場が中津西国民学校[注釈 3]として分立。
- 1947年（昭和22年）4月1日 - 中津町立南小学校に改称する。
- 1951年（昭和26年）4月1日 - 中津町と苗木町が合併し中津川町が発足。同時に中津川町立南小学校に改称する。
- 1952年（昭和27年）4月1日 - 中津川町が市制施行、中津川市となる。同時に中津川市立南小学校に改称する。
- 1966年（昭和41年） - 校舎（鉄筋コンクリート造）が完成。校舎の独特の形状から「蜂の巣校舎」と呼ばれていた。
- 2003年（平成15年） - 現在の校舎が完成。川上分校を廃止。

## 著名な出身者
- 杉原千畝（外交官）※三重県桑名郡桑名町第一尋常小学校（現・桑名市立日進小学校）へ転校